# Hankou

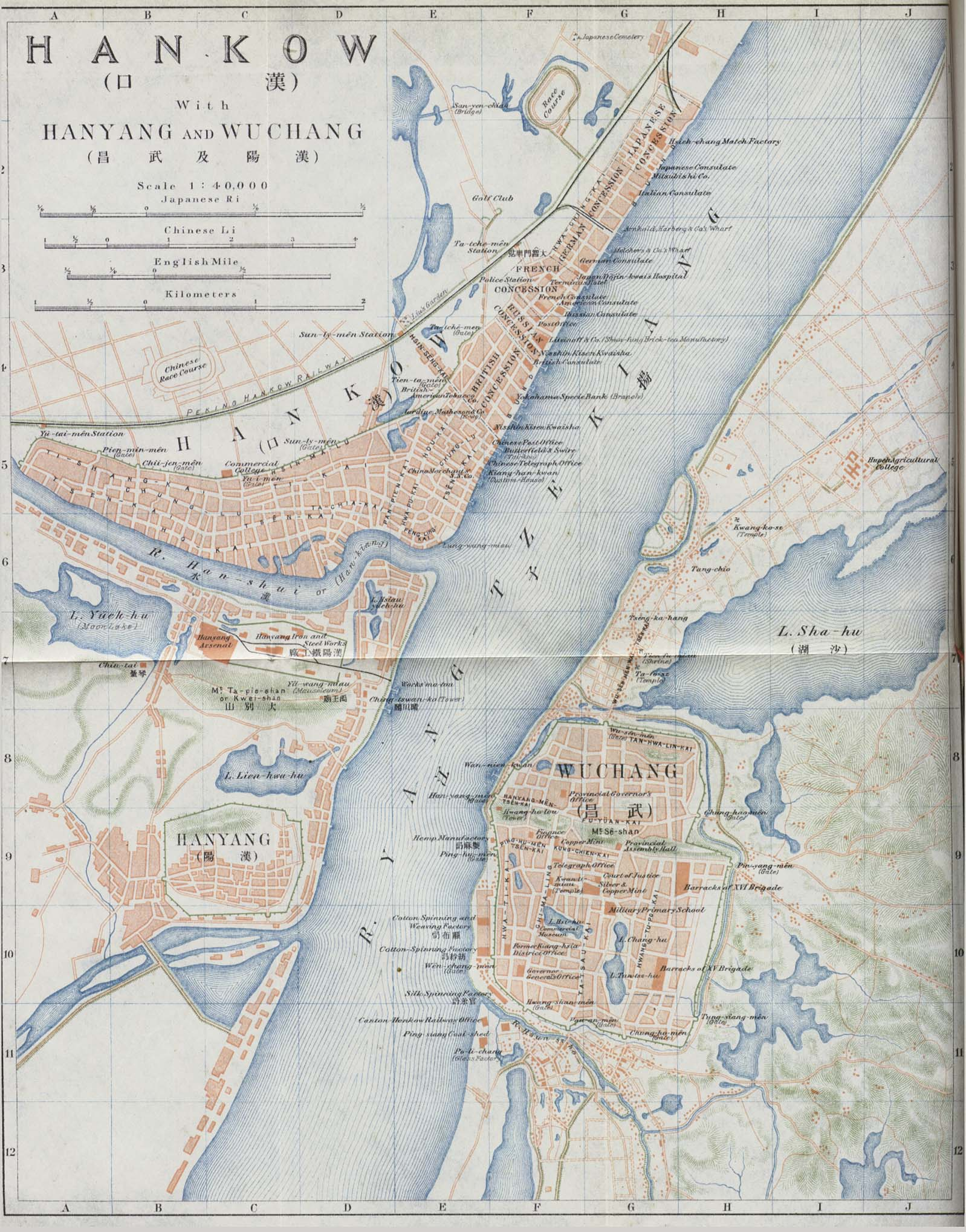
Hankou (l'abitato in alto a sinistra) in una mappa del 1915.

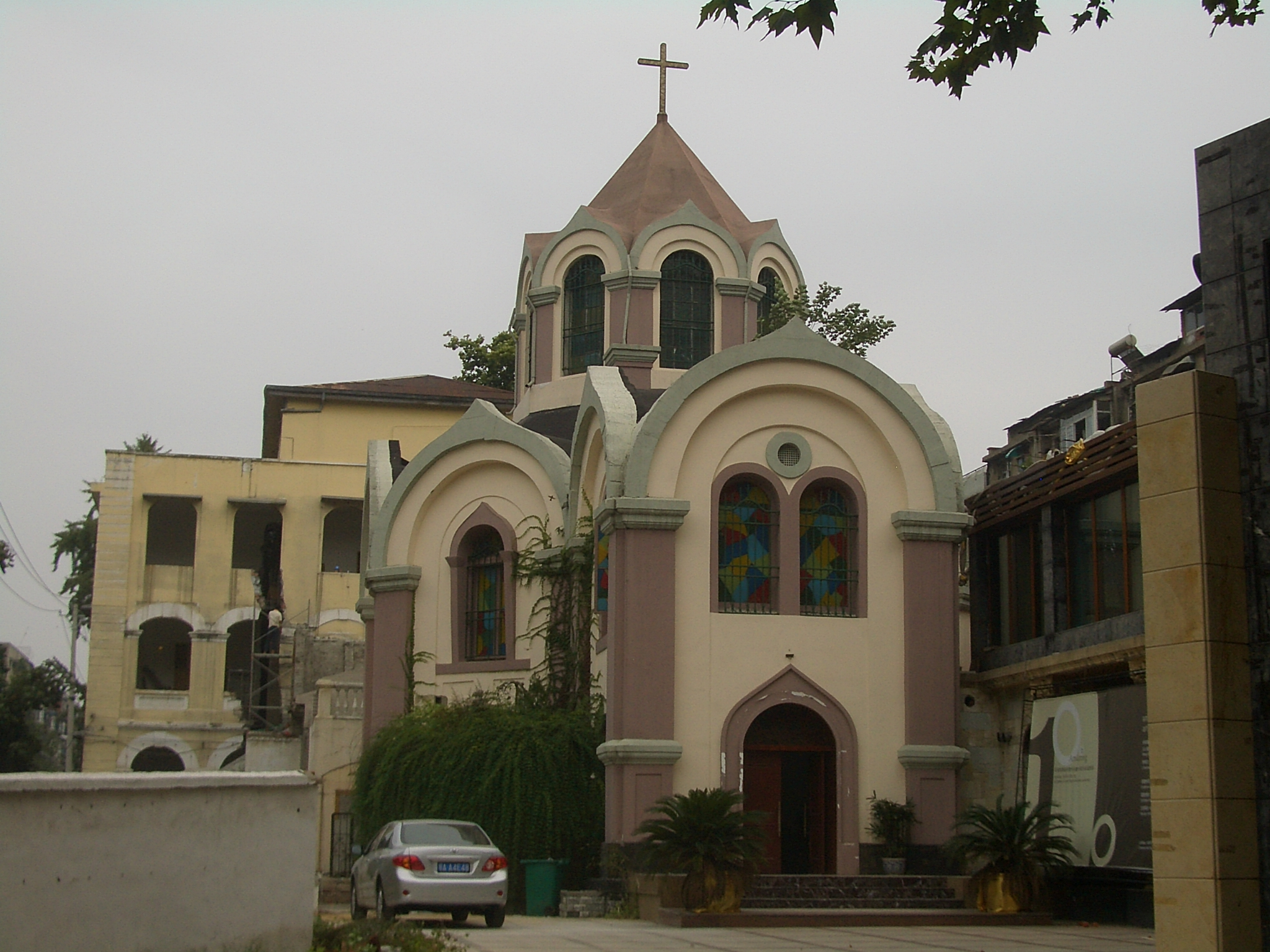
Antica chiesa ortodossa della concessione russa utilizzata come parrocchia fino al 1958.

Hankou (汉口S, HànkǒuP, Han-k’ouW), nota anche come Hankow, è una vasta area urbana e porto fluviale dello sheng (provincia) dello Hubei centro-orientale, nella Cina centrale. Situata sulla riva sinistra del fiume Han presso la sua confluenza con il Fiume Azzurro (Chang Jiang), è la più grande delle tre antiche città (le altre due sono Hanyang e Wuchang) che attualmente costituiscono la conurbazione di Wuhan.
Venne fondata con il nome di Jiangxia sotto la dinastia Song (960-1279). Durante le dinastie Ming (1368-1644) e Qing (1644-1911/12), fu una delle quattro città (zhen) più famose della Cina. Hankou fu una delle prime città cinesi che aprirono al commercio estero (1861); nel 1928 cadde sotto l'amministrazione della Cina Nazionalista; e nel 1938-45 venne occupata dai giapponesi. Nel 1949, in seguito alla fondazione della Repubblica Popolare Cinese, divenne parte di Wuhan. Hankou è la componente più popolosa del grande complesso urbano di Wuhan e ospita il settore di attività più fiorente della conurbazione.